# Percy Weiss
Percy José Weiss, conhecido como Percy Weiss (Rio de Janeiro, 11 de março de 1955 - Franco da Rocha, 14 de abril de 2015) foi um músico brasileiro.
Foi vocalista das bandas Made In Brazil e Patrulha do Espaço.

## Biografia

### Trabalhos musicais
Percy morou em Copacabana até os cinco anos de idade, quando se mudou para São Paulo com a família. Começou a carreira aos 17 anos com a banda de baile U.S. Mail, nas domingueiras do Clube Banespa, em São Paulo. Em 1973, participa da banda Quarto Crescente, que conta com nomes como Duda Neves, Palhinha, Marcos Guerra e outros tocando no Masp, Teatro São Pedro, Aquarius e Tuca.
Convidado por Oswaldo Vecchione, foi vocalista da banda Made In Brazil, que foi um dos mais importantes grupos de rock do Brasil. Ele estreou na banda em 1975, substituindo Cornelius Lucifer, com o lançamento do disco "Jack, o Estripador". Na época, Percy sofreu com as comparações com o antigo vocalista, mas acabou conquistando os fãs. Dois anos depois, participou também do álbum "Massacre", lançado apenas em 2005 após ser censurado na Ditadura Militar. Esporadicamente, fazia apresentações com a banda, até a sua morte. Em 2015, a banda fez um show tributo em sua homenagem.
O cantor e compositor deixou a Made in Brazil em 1979, para cantar na Patrulha do Espaço, desta vez para substituir Arnaldo Baptista. Percy permanece até 1981 tocando ao lado de outras figuras históricas, como os já falecidos guitarristas Dudu Chermont e Walter Baillot e do baixista Cokinho.
Ele tocou ainda na banda Harppia.
Antes de falecer, trabalhava com a sua banda Percy´s Band.

### Morte
Em uma viagem de volta para a Campinas, onde morava, após uma reunião em São Paulo, Percy Weiss sofreu um acidente de carro na Rodovia dos Bandeirantes, no km 42, em Franco da Rocha. O músico perdeu o controle do veículo e acabou capotando no canteiro central, vindo a falecer.
O corpo do cantor foi sepultado no Cemitério do Araçá, em São Paulo.

## Discografia
- Jack, o Estripador (álbum)- Made in Brazil (banda) (1976)
- Patrulha do Espaço- Patrulha do Espaço (1980)
- Quarto Crescente- Quarto Crescente (1980)
- Made Pirata ao vivo I e II- Made in Brazil (banda) (1986)
- Sete- Harppia (1987)
- Primus Interpares- Patrulha do Espaço (1992)